# Hans Hien
Hans Hien (* 3. Oktober 1905 in München; † 18. März 1984 ebenda) war ein deutscher Jurist und Führer des katholischen Jugendverbandes Bund Neudeutschland.

## Leben
Hien studierte Rechtswissenschaft an der Ludwig-Maximilians-Universität München. Nach Promotion und juristischem Vorbereitungsdienst trat er als Regierungsassessor in den bayerischen Staatsdienst.
Zum Zeitpunkt der nationalsozialistischen „Machtergreifung“ 1933 war Hien Bundesleiter des „Älterenbundes Neudeutschland“, in dem die Studierenden und Berufstätigen des der Bündischen Jugend zuzurechnenden katholischen Bundes Neudeutschland organisiert waren.
Im Bemühen um eine politische Standortbestimmung der katholischen Jugendorganisationen formulierte er in einem Rundschreiben zum 1. Mai 1933 einerseits Unterstützung für die „nationale Erhebung“, warnte jedoch auch vor „gefährlicher militaristischer Verzerrung, Kriegspsychose“, Gleichschaltung und der „tatsächlich und rechtlich bestehenden Diktatur“.
Diese Bemerkungen blieben noch folgenlos. Im Juni 1933 entwickelte Hien vor einem Club katholischer Adeliger die These, alle Revolutionen vollzögen sich in einem ersten gemäßigten und einem zweiten radikalen Schub, und der Nationalsozialismus stehe jetzt vor diesem zweiten Schub; man müsse sich jetzt mit den „gemäßigten“ Kräften der NS-Bewegung verbünden, um die radikale Revolution zu verhindern. Diese Gedanken fasste er auch in einer Denkschrift zusammen, die er drucken und verschicken ließ. Bei Hausdurchsuchungen bei führenden Mitgliedern der Bayerischen Volkspartei wurden einige Exemplare dieser Schrift gefunden. Hien wurde gewarnt, stellte sich jedoch freiwillig dem Gauleiter und kommissarischen Innenminister Adolf Wagner. Hien wurde nach Vernehmungen durch Heinrich Himmler und Reinhard Heydrich in Schutzhaft genommen. Seine Initiative wurde als Versuch der Unterwanderung gesehen und Anklage wegen Hochverrat beantragt. Das Reichsgericht ließ jedoch die Anklage nicht zu.
Hien war bis Dezember 1933 im Gefängnis Stadelheim inhaftiert. Nach seiner Freilassung aus der Haft stand er unter Polizeiaufsicht und musste sich regelmäßig melden. Er hielt sich mit Aktivitäten für den Bund Neudeutschland zurück, um diesen nicht zu gefährden. Aus dem Staatsdienst entlassen war er als Rechtsanwalt tätig.
Hien hatte Verbindung mit dem Jesuitenpater Alfred Delp, der der Widerstandsgruppe des „Kreisauer Kreises“ angehörte. Eine Einladung Delps zu einem Treffen dieses Kreises lehnte er jedoch ab.
Er engagierte sich nach dem Krieg beim Aufbau neuer politischer Strukturen. Er war als Justiziar am Neuaufbau des Bayerischen Roten Kreuzes beteiligt, das in einer sehr kritischen Situation Scharen von aus der Tschechoslowakei vertriebenen Deutschstämmigen versorgte. Er war auch Gründungsmitglied der CSU. Im Zuge der bayerischen Spielbankenaffäre zog er sich aus der Parteipolitik zurück. Er blieb freiberuflich als Rechtsanwalt tätig und engagierte sich beim Neuaufbau des Bund Neudeutschland.
Während der ebenfalls dem Bund Neudeutschland entstammende Hans Filbinger ihn mit der unvollständigen Darstellung, Hien sei wegen Vorbereitung zum Hochverrat unter Anklage gestellt worden, zu einem Widerstandskämpfer gegen den Nationalsozialismus zu stilisieren versuchte, verstand Hien selbst sich nie als solcher.
Hien war verheiratet und hatte drei Kinder. Sein Sohn Eckart Hien wurde später Präsident des Bundesverwaltungsgerichts.